# Wasiljewka (rejon biezienczucki)
Wasiljewka (ros. Васильевка) – wieś (sieło) w Rosji, w obwodzie samarskim, w rejonie biezienczuckim. W 2010 liczyła 1109 mieszkańców.